# Chris Wall
Chris Wall (* 1953 in Newport Beach, Kalifornien; † 29. Juli 2021 in Austin, Texas) war ein US-amerikanischer Country-Musiker und Singer-Songwriter.

## Anfänge
Die Sommermonate seiner Kindheit verbrachte Chris auf der Ranch seines Onkels. Bereits früh nahm er an Rodeo-Turnieren teil, entschied sich dann aber zu einer Karriere als American Football Spieler. Er war so talentiert, dass er ein College-Stipendium erhielt. Musikalisch beeinflusst von seinem Vater, der einst mit Bob Nolan zusammengearbeitet hatte, begann er Songs über das Cowboyleben und Rodeos zu schreiben.

## Karriere
Später zog er nach Montana, wo er auf einer Ranch arbeitete. Der Country-Sänger Jerry Jeff Walker wurde 1988 auf das Nachwuchstalent aufmerksam und spielte einige seiner Songs ein. Chris Wall arbeitete mehr als fünf Jahre mit Walker zusammen, leitete aber gleichzeitig seine Solo-Karriere ein. 1990 wurde Honky Tonk Heart produziert, das sich, wie die folgenden Alben auch, überwiegend mit Cowboythemen befasste.
Auch als Songwriter war er erfolgreich. 1994 erreichten Confederate Railroad mit seinem Trashy Women Platz fünf der Country-Charts. Dieser Song brachte ihm außerdem eine Grammy-Nominierung ein. In diesen Jahren hatte er Schwierigkeiten, einen neuen Schallplattenvertrag zu erhalten. 1994 gründete Wall sein eigenes Label, Cold Spring Records um seine nächsten Alben zu produzieren. Mittlerweile stehen auch Künstler wie James Hand, Reckless Kelly und El Flaco bei dem Label unter Vertrag.
Wall verstarb am 29. Juli 2021 an den Folgen einer Krebserkrankung.

## Diskografie (Alben)
- 1989: Honky Tonk Heart
- 1991: No Sweat
- 1994: Cowboy Nation
- 1996: Any Saturday Night In Texas
- 1998: Tainted Angle
- 2002: Just Another Place
- 2012: El Western Motel